# Гулеби
Гулеби (груз. გულები) — село в Грузии, в муниципалитете Кеда автономной республики Аджария.

## География
Село расположено на южном склоне Месхетского хребта, на правом берегу реки Аджарисцкали. Высота над уровнем моря — 490 метров. Находится в 1,5 километрах от посёлка городского типа Кеда.

## Население
Согласно переписи 2014 года, в селе проживало 235 человек.

### Демография
| Год переписи | Численность населения |
| ------------ | --------------------- |
| 2002         | 291                   |
| 2014         | 235                   |